# Protonibea diacanthus
Protonibea diacanthus és una espècie de peix de la família dels esciènids i de l'ordre dels perciformes.

## Morfologia
- Els mascles poden assolir 150 cm de longitud total.[1][2]

## Alimentació
Menja principalment crustacis i peixets.

## Hàbitat
És un peix de clima tropical i demersal que viu fins als 60 m de fondària.

## Distribució geogràfica
Es troba des de la costa occidental del Golf Pèrsic, l'Índia i Sri Lanka fins al Japó, les Filipines, Borneo, Nova Guinea i el nord d'Austràlia.

## Ús comercial
És venut fresc i en salaó (incloent-hi la bufeta natatòria) als mercats locals.

## Observacions
És inofensiu per als humans.